# 歐直AS350松鼠一型直升機
歐直AS350松鼠一型直升機（英語：Eurocopter AS350 Écureuil），在美國也稱AStar ，為一種法國單引擎直升機，其外挂重量超过1吨，以高性能、坚实耐用、可靠性高、維修成本低等特点而着称，自初次飞行以来，该机型的世界总飞行小时数已接近200万小时。该型直升机装备有先进的3轴自动驾驶（选装）和双套液晶显示器的VEMD（发动机多功能）显示系统。驾驶员可轻松看到机体和发动机参数，减轻了工作负担并提高了安全性。

## 技術規格（AS350 B3）

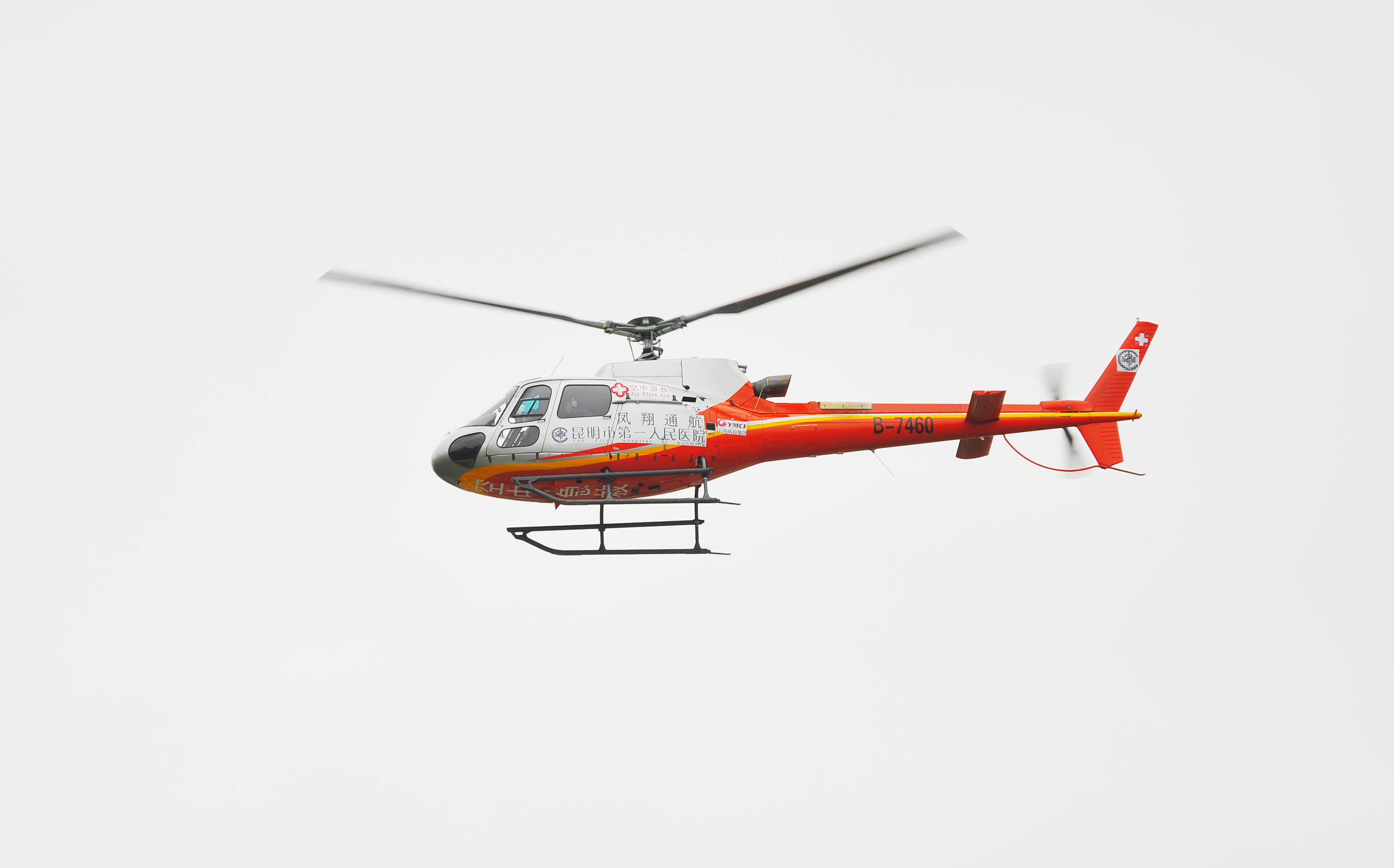
在中国昆明执行医疗急救任务的一架AS350直升机。

参考资料：Brassey's World Aircraft & Systems Directory 1999/2000
基本信息
- 机组：1
- 容量：5

性能
- 续航时间：4.1 hrs

航電

數位化發動機監控顯示（VEMD）

## 歷史
2005年5月14日，由歐直測試飛行員迪迪埃‧德爾薩勒駕駛的AS350 B3在海拔8,848米（29,030英尺）的珠穆朗瑪峰頂起降，國際航空聯盟證實了這項世界第一的紀錄。2010年4月29日，一架AS350 B3從尼泊爾安纳布尔纳峰的山坡上拯救了三名西班牙登山者，這次海拔6,900米（22,640英尺）的救援創造了救援海拔的世界紀錄。2013年5月20日上午，在珠穆朗瑪峰三號至四號營之間救援Sudarshan Gautam時刷新紀錄，救援海拔增加到7,880米（25,590英尺）。

## 外部連結
- Eurocopter's AS350 B2 page
- Eurocopter's AS350 B3 page

template:Sud/Aérospatiale aircraft